# Callopistria duplicilinea
Callopistria duplicilinea là một loài bướm đêm trong họ Noctuidae.